# 9162 Kwiila
9162 Kwiila eller 1987 OA är en asteroid i huvudbältet som upptäcktes den 29 juli 1987 av den amerikanska astronomen Jean Mueller vid Palomar-observatoriet. Den är uppkallad efter karaktären Kwiila i Luiseñofolkets skapelseberättelse.
Asteroiden har en diameter på ungefär 1 kilometer och den tillhör asteroidgruppen Apollo.